# Sauris inscissa
Sauris inscissa är en fjärilsart som beskrevs av Louis Beethoven Prout 1958. Sauris inscissa ingår i släktet Sauris och familjen mätare. Inga underarter finns listade.